# Adrian Nastase
Adrian Nastase (Bukurešt, 22. lipnja 1950.) je rumunjski socijaldemokratski političar, bivši profesor međunarodnog javnog prava. U periodu 1990. – 1992. bio je ministar vanjskih poslova Rumunjske iz FSN-a, zatim predsjednik Zastupničkog doma u periodima1992. – 1996. i 2004. – 2006., iz PDSR-a, odnosno PSD. Između prosinca 2000. i prosinca 2004. bio je premijer Rumunjske.
Na predsjedničkim izborima 2004. bio je kandidat Socijaldemokratske partije za šefa države. U drugom krugu glasovanja poražen je od kandidata Saveza pravde i istine (DA) Traiana Băsescua.
Dana 15. ožujka 2006. podnio je ostavku na čelo Zastupničkog doma u kontekstu optužbi za korupciju. Na parlamentarnim izborima 2008. dobio je novi zastupnički mandat, u uninominalnom kolegiju Mizil iz županije Prahova, od PSD-a.
Godine 2012. je osuđen na dvije godine zatvora zbog korupcije, a 2014. na četiri godine zatvora u slučaju Zambaccian.